# Novus
Novus (plným obchodním názvem Novus Česko, s. r. o.) je obchodní firma zabývající se výrobou skartovacích přístrojů a rohoží. Společnost vznikla roku 1994 jako dceřiná součást německého holdingu Emco Group. V České republice má své výrobní prostory na severu země, ve Frýdlantském výběžku Libereckého kraje, ve městě Raspenavě, kde se v době založení firmy nacházely nevyužívané prostory po někdejším podniku Česana. Stávající objekty ale musely být strženy a místo nich firma vybudovala prostory nové.
Výrobní sortiment společnosti obsahuje skartovací přístroje, dále specifické držáky televizí, notebooků či mobilních zařízení určené pro zaoceánské lodě včetně vybavení jejich kapitánských stanovišť, rovněž tak firma produkuje bazénové rošty a jako jeden z mála výrobců na světě nabízí též takzvané radiální rohože, jež jsou tvořeny na míru podle konkrétní objednávky, a proto je nutné je pro jejich složité tvary a rozměry tvořit ručně. Na skartovačky firma získala certifikáty podle bezpečnostních tříd zaručující dostatečné znehodnocení i přísně tajných dokumentů, a proto o ně projevila zájem též federální vláda Spojených států amerických a představitelé Japonska. Novus nabízí rovněž polní skartovačky určené příslušníkům armády operujícím v terénu.
Firma začínala se dvanácti zaměstnanci a vyráběla sešívačky, děrovačky nebo kancelářské sponky. Postupně se rozrůstala, až k roku 2019 čítala více něž 280 pracovníků, kteří pocházeli z obcí Frýdlantského výběžku. Roku 2012 firma obdržela ocenění „Vstřícný zaměstnavatel Libereckého kraje“, když hodnotící porota konstatovala převahu žen mezi zaměstnanci a dále ocenila, jak firma přistoupila ke svým zaměstnancům během řešení následků povodní, jež tamní lokalitu postihly během srpna 2010, či jak společnost ve svém provozu pečuje o zaměstnance.